# Mrągowo (gemeente)
De gemeente Mrągowo is een landgemeente in het Poolse woiwodschap Ermland-Mazurië, in powiat Mrągowski.
De zetel van de gemeente is in Mrągowo.
Op 30 juni 2004 telde de gemeente 7451 inwoners.

## Oppervlakte gegevens
In 2002 bedroeg de totale oppervlakte van gemeente Mrągowo 294,87 km², waarvan:
- agrarisch gebied: 61%
- bossen: 19%

De gemeente beslaat 27,68% van de totale oppervlakte van de powiat.

## Demografie
Stand op 30 juni 2004:
| Omschrijving                   | Totaal | Totaal | Vrouwen | Vrouwen | Mannen | Mannen |
| ------------------------------ | ------ | ------ | ------- | ------- | ------ | ------ |
| eenheid                        | aantal | %      | aantal  | %       | aantal | %      |
| inwoners                       | 7451   | 100    | 3721    | 49,9    | 3730   | 50,1   |
| bevolkingsdichtheid (inw./km²) | 25,3   | 25,3   | 12,6    | 12,6    | 12,6   | 12,6   |

In 2002 bedroeg het gemiddelde inkomen per inwoner 1245,54 zł.

## Plaatsen
Bagienice, Bagienice Małe, Boża Wólka, Boże, Boże Małe, Brodzikowo, Budziska, Czerwonki, Gązwa, Gniazdowo, Grabowo, Gronowo, Karwie, Kiersztanowo, Kosewo, Krzywe, Lembruk, Marcinkowo, Miejski Las, Mierzejewo, Młynowo, Muntowo, Nikutowo, Notyst Mały, Notyst Wielki, Nowy Probark, Polska Wieś, Popowo Salęckie, Poręby, Probark, Ruska Wieś, Rydwągi, Sądry, Szczerzbowo, Szestno, Użranki, Wierzbowo, Wólka Bagnowska, Wyszembork, Zalec, Zawada, Żniadowo

## Aangrenzende gemeenten
Kętrzyn, Mikołajki, Mrągowo, Piecki, Reszel, Ryn, Sorkwity